# Kafirin
Kafirin là một lớp protein dự trữ thuộc nhóm prolamin hiện diện trong những hạt ngũ cốc chi Cao lương (Sorghum).